# Apuls
Apuls (lat.; též apulz, dříve appuls) je astronomický pojem, který znamená výrazné přiblížení dvou nebeských těles sledované z tělesa třetího. Zpravidla odkazuje ke dvěma planetám na obloze nebo Měsíce a jiného tělesa (právě tohoto jevu bylo dříve užíváno k výpočtu vzdálenosti Měsíce od Země).
Apuls také označuje konjunkci.